# Cyathocoma bachmannii
Cyathocoma bachmannii är en halvgräsart som först beskrevs av Georg Kükenthal, och fick sitt nu gällande namn av C. Archer. Cyathocoma bachmannii ingår i släktet Cyathocoma, och familjen halvgräs. Inga underarter finns listade i Catalogue of Life.